# Trauma Center: Second Opinion
Trauma Center: Second Opinion (カドゥケウスZ 2つの超執刀?, Kadukeusu Zetto: Futatsu no Chōshittō, lett. "Caduceus Z: Due Operazioni Super Chirurgiche") è un videogioco di simulazione sviluppato dalla giapponese Atlus e pubblicato in Europa da Nintendo per Wii. Secondo capitolo della serie Trauma Center, Second Opinion è il remake del videogioco Trauma Center: Under the Knife pubblicato nel 2005 per Nintendo DS.
Il gioco segue le vicende del giovane Derek Stiles, un chirurgo in possesso del "Dono di Esculapio", una misteriosa capacità curativa, nella sua lotta contro una malattia artificiale chiamata GUILT, diffusa da un'organizzazione terroristica. Second Opinion espande la narrativa dell'originale attraverso la prospettiva di Naomi Kimishima, un'altra dottoressa in possesso del Dono. Il Second Opinion combina fasi di simulazione chirurgica a fasi di narrazione in stile visual novel. Il gioco è stato recensito positivamente dalla critica, che ne ha elogiato l'implementazione dei controlli per la Wii. Il gioco è stato un successo commerciale, vendendo oltre 400000 unità al di fuori del paese di origine.

## Trama
La storia si svolge nel 2018 nella cittadina fittizia di Angeles Bay, in un mondo dove la scienza medica è progredita al tal punto che malattie come AIDS o cancro sono facilmente curabili. Il giocatore veste i panni di un giovane chirurgo di nome Derek Stiles. Durante un'operazione successiva a un incidente d'auto, Derek scopre di possedere il Dono di Esculapio, una capacità misteriosa e sovrumana che gli permette di rallentare il tempo e operare i pazienti in modo sorprendentemente efficace. In seguito, il protagonista si imbatte in Linda Reid, una ragazza che si rivela essere stata infettata da una malattia sconosciuta nota come GUILT (acronimo di Gangliated Utrophin Immuno Latency Toxin), una malattia artificiale trasmessa attraverso un'organizzazione bioterroristica chiamata Delphi e della quale esistono numerose varianti. Insieme alla sua compagna e assistente infermiera Angie Thompson, Derek si trasferisce alla divisione americana della Caduceus, un'organizzazione mondiale dedita alla lotta contro le malattie, e inizia ad affrontare nuovi ceppi di GUILT in diversi pazienti.
Tempo dopo, Derek si infiltra in un covo della Delphi dove incontra il padre di Angie, Kenneth Blackwell, che è stato tuttavia contagiato dalla Savato, il più pericoloso dei ceppi di GUILT, a cui salva la vita in seguito a una difficile operazione. Grazie al suo aiuto, la Caduceus riesce a lanciare un'incursione nel quartier generale della Delphi e incontrarne il fondatore Adam. Sebbene il corpo del boss sia ormai privo di vita, il cadavere appare perfettamente conservato, e viene pertanto custodito dalla divisione europea della Caduceus a scopo di studio.
La nuova linea narrativa di Second Opinion, non presente nel prequel, segue inoltre le vicende di Naomi Kimishima, una chirurga giapponese ostracizzata a causa del Dono di Esculapio, trasferitasi in America sotto lo pseudonimo di Nozomi Weaver: esse avvengono parallelamente alla storia principale. Successivamente viene rivelato che la dottoressa lavora in realtà per la Delphi, in quanto l'associazione è intenzionata a utilizzare la sua capacità per i propri scopi. Poco prima che il quartier generale dell'associazione venga scoperto dalla Caduceus, Naomi fugge con un campione di GUILT, con l'intenzione di utilizzarlo come merce di scambio.
Qualche tempo dopo, Derek viene convocato alla Caduceus Europa, dove incontra Naomi. Lì entrambi vengono a conoscenza del fatto che dal corpo di Adam è stato tratto un nuovo tipo di coltura rigenerativa denominata "Cellule Z", in grado di ricostruire qualsiasi tipo di tessuto. A seguito di un'operazione di GUILT, Derek viene infettato e operato da Naomi. Successivamente una dimostrazione delle Cellule Z degenera in un'epidemia, che i due chirurghi, unendo le forze, riescono ad arrestare.

## Modalità di gioco

Schermata che mostra una tipica operazione chirurgica contro una delle varie tossine fittizie; in alto sono visibili i parametri vitali del paziente; in basso a sinistra, i ferri chirurgici e gli utensili a disposizione; in basso a destra, l'icona dell'infermiera Angie, che suggerisce come procedere

Trauma Center: Second Opinion combina la simulazione di chirurgia a elementi di narrazione in stile visual novel, raccontando la storia attraverso segmenti non interattivi con scene statiche, sprite di personaggi, caselle di testo e rari segmenti doppiati che separano le varie operazioni. Il giocatore assume il ruolo del protagonista originale Derek Stiles e del nuovo personaggio Naomi Kimishima, due chirurghi con un'abilità misteriosa chiamata Dono di Esculapio. Ogni operazione richiede di curare il paziente entro un certo limite di tempo; la difficoltà delle operazioni può essere regolata durante il gioco.
Le operazioni vengono visualizzate in prima persona e vanno dal trattamento delle ferite superficiali e le operazioni di estrazione, già presenti in Trauma Center: Under the Knife, al trapianti di organi e riparazione di ossa rotte. Diversi strumenti chirurgici sono necessari per diverse operazioni e lesioni; i giocatori potrebbero dover drenare le pozze di sangue che ostruiscono l'area operativa, utilizzare un laser chirurgico per trattare piccoli tumori o foruncoli, pinze per chiudere le lacerazioni e suture per ricucire sia ferite che incisioni. Le azioni durante l'intervento vengono guidate con il telecomando Wii e il Nunchuk. Il primo viene usato per molte azioni, tra cui ricucire ferite e usare il bisturi, replicando il ruolo dello stilo dell'originale per Nintendo DS. I nuovi strumenti operativi vengono selezionati da un menu di opzioni radiali utilizzando la levetta di controllo del Nunchuk. Funzioni come la pinza e il defibrillatore richiedono l'uso di entrambi i controlli contemporaneamente.
I giocatori, una volta per operazione e raggiunto un determinato punto del gioco, possono attivare il Dono di Esculapio disegnando una stella a cinque punte sullo schermo utilizzando il telecomando Wii, e generando di conseguenza effetti diversi a seconda di chi lo usa; Derek può rallentare il tempo, mentre Kimishima può reintegrare la salute di un paziente con ogni azione condotta con successo. Ogni livello viene completato quando il paziente viene salvato (ovvero quando si è riusciti a portare a termine ogni richiesta) e perso se i parametri vitali del paziente scendono a zero o il tempo termina. Alla fine di ogni operazione, il giocatore viene valutato in base al tempo impiegato e alla precisione dei movimenti.

## Sviluppo
Second Opinion è il secondo gioco della serie Trauma Center e il primo realizzato per Wii. Dopo l'uscita del primo titolo nel 2005, il produttore originale Katsura Hashino incaricò alcuni membri del team di Under the Knife di formare un nuovo team di sviluppo che avrebbe proseguito la serie. Questo gruppo era conosciuto come "CaduceTeam" ed era composto da individui che il director Daisuke Kanada avrebbe descritto come: «i giocatori più entusiasti della Atlus». Kanada, che era stato in precedenza designer per diversi titoli della serie Megami Tensei, aveva già lavorato con Hashino al videogioco hack and slash del 1999 Maken X. La pianificazione del gioco iniziò nel gennaio 2006.
Il gioco è stato ricostruito da zero, senza fare uso del codice sorgente del titolo precedente. Oltre a nuovi strumenti come il defibrillatore, gli utensili originali come le pinze furono riadattati per il sistema di controllo della Wii. I design dei personaggi vennero alterati per apparire "maturi" senza perdere la loro estetica anime, e i segmenti delle operazioni furono migliorati. Gli organi interni ricevettero forme più realistiche, mantenendo comunque un aspetto stilizzato privo di dettagli «cruenti o disgustosi». Il gioco non supporta un rapporto di schermo 16:9, in quanto ciò avrebbe richiesto un eccessivo sforzo in termini di programmazione, dato che il cursore poteva essere mosso su tutto lo schermo. Il titolo venne realizzato in un lasso di tempo molto breve, mettendo così sotto stress il piccolo team di sviluppatori. Oltre al team giapponese, venne coinvolta anche Atlus USA per il sistema dei comandi. Nel gioco vennero inclusi livelli di sfida regolabili per mitigare l'elevata difficoltà dell'originale.
Per distanziarsi maggiormente dal prequel, venne creata una controparte "oscura" di Derek, che avrebbe indossato abiti neri. Questo schizzo iniziale venne però scartato in quanto molto somigliante a un personaggio secondario già presente nei giochi. Durante i colloqui con lo sceneggiatore Shogo Isogai, il team concretizzò l'idea di un secondo medico guidato dal desiderio di denaro piuttosto che dalla passione, e che avrebbe mostrato gli effetti dannosi della chirurgia se usata per gli scopi sbagliati. Il team decise quindi di trasformare la nuova dottoressa in una donna esiliata dalla professione medica, dando quindi vita al personaggio di Naomi Kimishima. Kanada attribuì la forte impressione suscitata dal personaggio nella versione giapponese alle capacità della sua doppiatrice, Akeno Watanabe. Per quanto limitato a poche frasi per ogni personaggio, il doppiaggio presente in Second Opinion è dieci volte maggiore dell'originale per Nintendo DS; inoltre, il gioco è il primo capitolo della serie nel quale il protagonista, Derek Stiles, è doppiato.

## Doppiaggio
Sebbene i dialoghi di gioco siano perlopiù non doppiati, alcuni personaggi recitano frasi durante le operazioni. Di seguito sono riportati i doppiatori:
| Personaggio                       | Doppiatore     | Doppiatore     |
| --------------------------------- | -------------- | -------------- |
| Derek Stiles                      | Takayuki Kondō | Yuri Lowenthal |
| Nozomi Weaver (Naomi Kimishima)   | Akeno Watanabe | Kirsten Potter |
| Mary Fulton                       | MAI            | Kirsten Potter |
| Angie Thompson (Angela Blackwell) | Ayako Kawasumi | Wendee Lee     |
| Cybil Myers                       | Fuyuka Ono     | Wendee Lee     |
| Victor Niguel                     | Masaaki Kouda  | Spike Spencer  |

## Colonna sonora
La colonna sonora è stata realizzata da Shōji Meguro, Kenichi Tsuchiya e Shingo Yasumoto, ed è composta per la maggior parte da brani già presenti in Trauma Center: Under the Knife. È stata generalmente apprezzata dai recensori, che la hanno definita «uno dei picchi» del gioco sebbene «non sempre adatta alle circostanze». Essa non è tuttavia mai stata pubblicata:
1. Second Opinion – 1:34
2. Episode Selection – 2:24
3. Hope Hospital – 2:39
4. Operation Briefing – 1:13
5. The Patient's Life is in your hands! – 0:06
6. Code Blue – 2:25
7. The Patient is Saved! – 0:05
8. Despair – 0:56
9. Emergency – 1:40
10. Sigh of Relied – 1:55
11. St. Francis Hospital – 2:39
12. Hopeless – 1:43
13. Code Blue ~DS ver.~ – 1:41
14. G.U.I.L.T. – 2:16
15. Caduceus USA – 3:05
16. A Savior's Forthcoming – 1:36
17. Savato – 2:20
18. Caduceus Europe – 2:00
19. Vulnerability – 2:59
20. Happy Ending – 1:18
21. Too much of a burden – 0:18
22. BONUS ~ Wii Intro – 0:36

Durata totale: 37:28

## Distribuzione

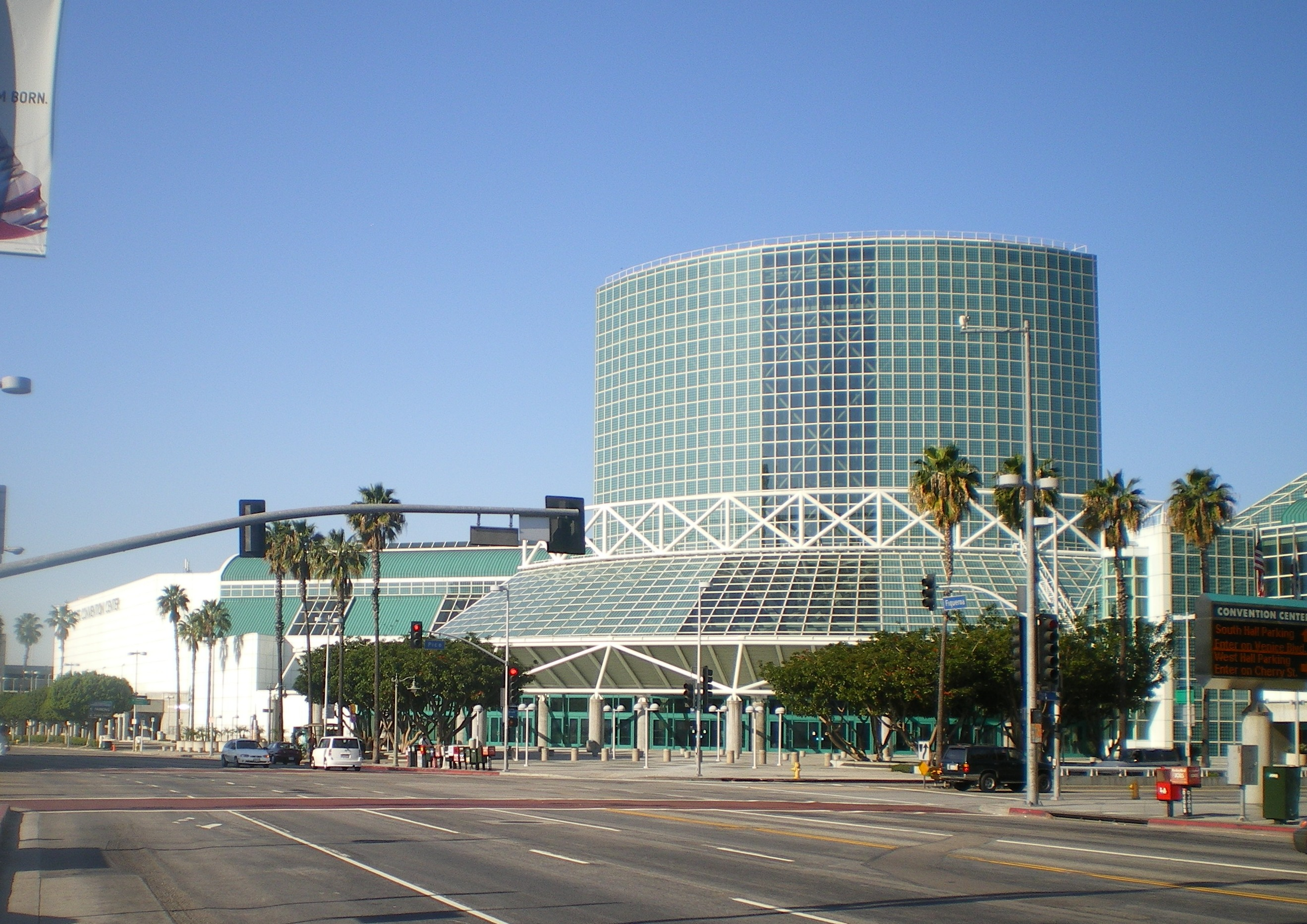
Los Angeles Convention Center, luogo dove si è tenuto l'E3 2006 durante il quale è stato annunciato Trauma Center: Second Opinion

Trauma Center: Second Opinion è stato annunciato nel maggio 2006 all'Electronic Entertainment Expo di quell'anno come titolo di lancio per Wii. In Giappone era originariamente noto con il titolo provvisorio di Caduceus Neo (超執刀カドゥケウスNEO?, Chōshittō Kadukeusu NEO). Per la localizzazione, Atlus USA esaminò la sceneggiatura originale e rafforzò i dialoghi, aggiungendo nuovi elementi in modo che fluisse senza problemi nella nuova narrazione. Il sottotitolo in inglese fa riferimento sia al fatto che si tratta del secondo gioco della serie che per distinguerlo dall'originale. Il cambio di ambientazione dal Giappone al Nord America è stato mantenuto per Second Opinion, così come il cambio di nome del protagonista da Kosuke Tsukimori a Derek Stiles. Così come le iniziali del protagonista nel primo titolo componevano la parola "DS", il cognome originale di Kimishima, "Weaver",  venne scelto da Atlus USA come gioco di parole su "Wii". La necessità di produrre la versione occidentale insieme alla versione giapponese mise ulteriore pressione sul team di sviluppo. Il doppiaggio inglese venne gestito da PCP Productions, che aveva lavorato all'originale. Il gioco fu pubblicato in Nord America il 19 novembre 2006, in concomitanza con la console Wii in quel territorio. In Giappone, il gioco venne reso disponibile il 2 dicembre dello stesso anno insieme al lancio della Wii. Enterbrain pubblicò una guida per il titolo, uscita nel gennaio 2007. Il gioco venne lanciato in Europa da Nintendo il 10 agosto 2007, nove mesi dopo l'uscita del gioco in Nord America. In Australia, Second Opinion uscì il 28 agosto 2008.

## Accoglienza
| Testata                         | Giudizio |
| ------------------------------- | -------- |
| Metacritic (media al 13-4-2021) | 80/100   |
| 1UP.com                         | C+       |
| Computer and Video Games        | 8,4/10   |
| Eurogamer                       | 9/10     |
| Famitsū                         | 32/40    |
| GamePro                         | 4,5/5    |
| GameSpot                        | 8/10     |
| GameSpy                         | 4,5/5    |
| GamesRadar+                     | 4,5/5    |
| IGN                             | 8/10     |
| Nintendo la Rivista Ufficiale   | 84%      |
| Nintendo Life                   | 9/10     |
| Nintendo World Report           | 8,5/10   |
| SpazioGames.it                  | 8/10     |

Nel novembre 2007, Second Opinion è stato tra i titoli Wii più venduti del momento, arrivando a circa 200 000 unità in Nord America. Nel gennaio dell'anno successivo era ancora tra i primi dieci giochi Wii più venduti in quel territorio. Ha registrato tuttavia vendite scarse in Giappone, raggiungendo poco più di 23 400 unità entro la fine del 2006. Kanada ha dichiarato nell'ottobre 2007 che le vendite per il Giappone erano piuttosto basse, sebbene il feedback dei giocatori fosse entusiasta. Nel Regno Unito, il gioco ha debuttato al diciassettesimo posto nelle classifiche come una delle sole due nuove uscite durante quella settimana. Index Corporation, all'epoca proprietaria di Atlus, annunciò nell'ottobre 2008 che il gioco aveva venduto circa 400 000 copie in Nord America ed Europa.
La rivista giapponese di giochi Famitsū si è mostrata convinta del gameplay, ma ha notato una disconnessione emotiva dai pazienti a causa dello stile grafico del gioco e dell'interazione minima con essi. Andrew Fitch di 1UP.com ha definito Second Opinion una «transizione sorprendentemente decente» dall'originale nonostante diversi difetti nella presentazione. Computer and Video Games lo ha definito «uno dei giochi più complessi e migliori disponibili su Wii». Keza MacDonald di Eurogamer ha affermato che Second Opinion avrebbe aiutato a dissipare lo scetticismo riguardo alle funzioni del motion control della Wii. Eric Bratcher di GamesRadar ha dichiarato che si trattava del secondo must-buy per i possessori di Wii dopo The Legend of Zelda: Twilight Princess.
Greg Kasavin di GameSpot ha definito Second Opinion «poco ortodosso per essere il titolo di lancio di una nuova console», elogiando il gioco sotto vari punti di vista. Bryn Williams di GameSpy ha ritenuto che, nonostante un'occasionale mancanza di rifinitura, fosse un acquisto essenziale per i possessori di Wii. Mark Bozon di IGN ha dichiarato che il gioco stesse facendo per Wii ciò che l'originale faceva per Nintendo DS in termini di innovazione nei comandi. Anche Jonathan Metts di Nintendo World Report si è mostrato molto soddisfatto, elogiando il modo in cui il gioco aveva risolto i problemi di bilanciamento presenti in Under the Knife aggiungendo contenuti nuovi e divertenti. Tom East di Official Nintendo Magazine ha apprezzato l'implementazione dei controlli del Wii, affermando che Trauma Center: Second Opinion sfruttasse bene i punti di forza della console.
L'opinione generale è stata favorevole riguardo all'implementazione dei controlli di movimento Wii e su come questo abbia migliorato i comandi e la difficoltà dell'originale per Nintendo DS. Metts, tuttavia, ha trovato i controlli inaffidabili per alcune funzioni, come ad esempio l'attivazione del Dono di Esculapio. La storia è stata vista come buona o decente, e molti ne hanno apprezzato il suo tono melodrammatico e la sua interpretazione semplicistica, così come la presentazione. L'impossibilità di utilizzare il widescreen è stata una critica ricorrente da parte dei recensori occidentali. Anche i picchi di difficoltà sono stati criticati da più testate.